# Yggdrasill

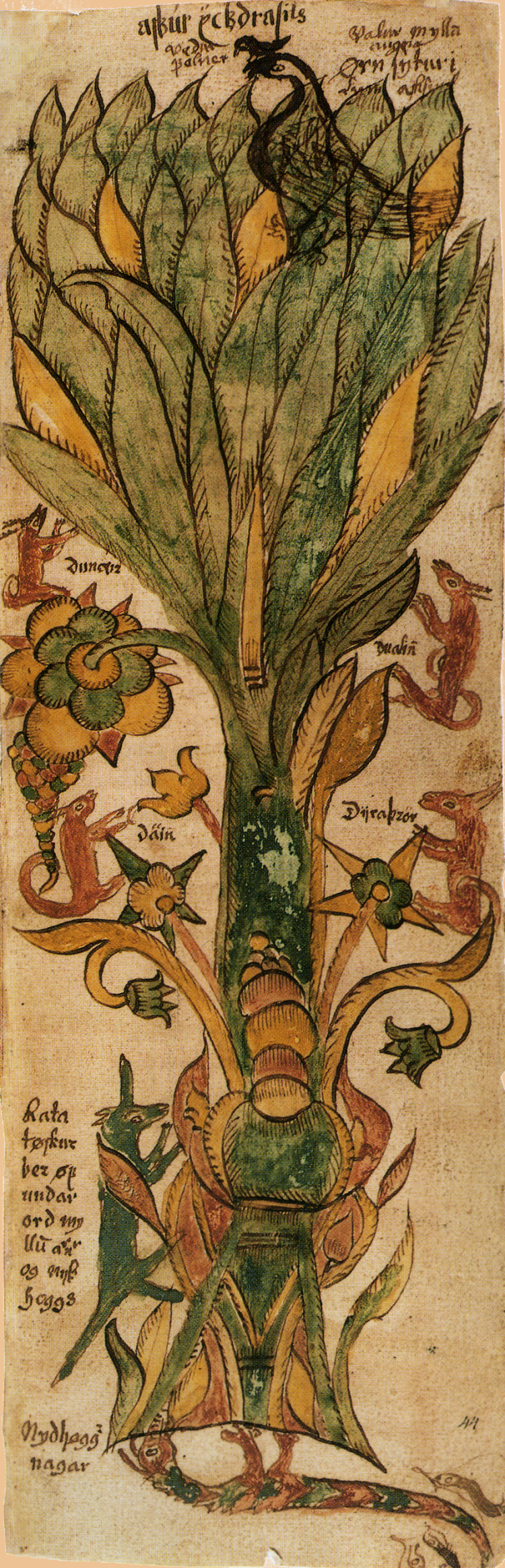
Yggdrasill in un manoscritto islandese del XVII secolo

Yggdrasill (AFI: [ˈyɡˌdrasilː]), nella mitologia norrena, è l'albero cosmico, l'albero del mondo.

## Natura, struttura, funzione
heitir Yggdrasill

hár baðmr, ausinn

hvíta auri;

þaðan koma döggvar

þærs í dala falla;

stendr æ of grænn

Urðar brunni.»
Yggdrasill lo chiamano,

alto tronco lambito

d'acqua bianca di argilla.

Di là vengono le rugiade

che piovono nelle valli.

Sempre s'erge verde

su Urðarbrunnr.»
(Edda poetica - Völuspá)
Secondo Vǫluspá è un frassino (norreno askr); secondo Rodolfo di Fulda, monaco benedettino del IX secolo, che lo denomina come Irminsul è invece un tasso o una quercia, (alberi comunque sacri presso i popoli del Nord Europa); il suo nome significa con ogni probabilità "cavallo di Yggr", dove "cavallo" è metafora per "forca", "patibolo", mentre Yggr è uno dei tanti nomi di Óðinn. Il riferimento è al mito secondo cui Óðinn, alla ricerca della sapienza superiore, rimase appeso per nove giorni e nove notti all'albero cosmico, sacrificando così "sé stesso a sé stesso".
Il frassino Yggdrasill sorregge con i suoi rami i nove mondi, nati dal sacrificio di Ymir.
Questi mondi sono: Ásaheimr, mondo degli Asi, Álfheimr, mondo degli elfi, Miðgarðr, mondo degli uomini, Jǫtunheimr, mondo dei giganti (Jǫtunn), Vanaheimr, mondo dei Vani, Niflheimr, mondo del gelo (o della nebbia secondo altre versioni), Múspellsheimr, mondo del fuoco, Svartálfaheimr, mondo degli elfi oscuri e dei nani ed Helheimr, mondo dei morti.
Questi nove mondi costituiscono l'intero universo.
Immenso, Yggdrasill sprofonda sin nel regno infero, mentre i suoi rami sostengono l'intera volta celeste.
Secondo lo Grímnismál poggia su tre radici: una, secondo Snorri Sturluson, va verso il cielo degli Dèi (Æsir) ovvero verso Ásaheimr dove, nei pressi della fonte detta di Urðr si trovano le tre Norne; un'altra verso lo Jötunheimar dove vivono i giganti (Jötunn); la terza radice raggiunge il Niflheimr dove la vacca Auðhumla nutre con il suo latte il gigante Ymir, l'Uomo Primordiale. Da quest'ultima radice nasce la fonte detta Hvergelmir (Pozzo risonante), da cui si dipartono tutti i fiumi del mondo.
Oltre a questa, alle radici di Yggdrasill vi sono altre due fonti: quella Mímir (Mímirbrunnr, Fonte di Mímir), situata nel mondo dei giganti, cela la sapienza e dove, per potervi bere, Óðinn dovette cedere uno dei suoi occhi che da allora è conservato nella fonte stessa; la seconda fonte è quella di Urðr (Urðrbrunnr, Fonte di Urðr o Fonte del Destino), situata nel mondo degli Asi e da dove le tre Nornir, tessendo il destino (Urðr, germanico: Gaefa) attingono argilla bianca e acqua fresca con cui cospargono il tronco di Yggdrasill, per impedire che si secchi e muoia.
L'albero Yggdrasill è il luogo dell'assemblea (Thing) quotidiana degli Dèi che vi giungono cavalcando il ponte di Bifrǫst (l'Arcobaleno), vigilato dal dio Heimdallr.
Altro nome dell'albero cosmico è Mímameiðr ("albero di Mími"). Inoltre con Yggdrasill è forse da identificare Léraðr, l'albero che sorge di fronte al Valhalla.

## Animali di Yggdrasill
L'albero è attorniato da diversi animali, che lo proteggono, che ne traggono vita, o che lo minacciano.
Partendo dal basso, tra le radici sta il Níðhöggr, il serpente del nero abisso, che morde e erode le radici dell'albero, facendo così avvicinare il Ragnarǫk, la fine del mondo. Altri serpenti aiutano il Níðhöggr, tra cui Göinn e Möinn, gli abitatori delle macchie, figli di Grafvitnir, il lupo delle caverne, poi Grabakr dal grigio dorso e Grafvollod, subdolo escavatore di buche, Ofnir dalle avvolgenti spire, Svafnir, dal morso letale. Per via di questi animali le radici dell'albero sono putrefatte e malate.
Più in alto due importanti animali brucano dai rami dell'Yggdrasill, la capra Heidhrun e il cervo Eikthyrnir. Heidhrun è conosciuta perché dalle sue mammelle scorre senza mai finire il Met, la bevanda sacra agli Dei. Dalle corna di Eikthyrnir, invece, stilla dell'acqua che alimenta la fonte Hvergelmir, da cui poi dipartono tutti i fiumi del mondo.
Altri quattro cervi balzano poi tra i rami, mangiandone le foglie: Dáinn, Dvalinn, Duneyrr, Duraþrór. 
Sulla sommità delle fronde, infine, sta un'aquila, e posato tra i suoi occhi, un falco di nome Veðrfölnir. Poco lontano c'è Víðópnir, gallo dorato il cui canto annuncerà il Ragnarǫk, la fine del mondo.
Tra la grande aquila della cima e il Níðhöggr c'è un continuo scambio di male parole, fomentato dal velocissimo scoiattolo di nome Ratatoskr, che fa da loro messaggero, correndo su e giù per il tronco dell'albero e riferendo ora a uno ora all'altro le rispettive offese.

## Interpretazioni della simbologia
Régis Boyer individua tre ambiti simbolici dell'albero Yggdrasill:
- è fonte della vita, delle acque eterne, è l'albero che dà la vita;
- è fonte del sapere, è all'origine della sapienza di Óðinn;
- è fonte del destino predisposto dalle Nornir: la sorte degli dèi e degli uomini è indissolubilmente vincolata a questo albero.